# Обележавање 1.700 година од доношења Миланског едикта у Нишу
Ниш у оквиру обележавања 1.700 година од доношења Миланског едикта одређен је као централно место прославе овог вишевековног јубилеја хришћанства, од стране Фондације „Арт Карнунтум“. Константина Великог, који је озаконио Милански едикт и „усмерио светску историју у новом смеру, настојећи да појединим законима фаворизује хришћанство“, повезују три града са разних крајева Европе и Азије, аустријски Карнунтум, српски Наис (у коме је он рођен), и турски Измит. Полазећи од ове чињенице Фондација „Арт Карнунтум“, међу више предложених кандидата, изабрала је Србију и Ниш, (некадашњи Наис) родни град Константина Великог за велико светско место историје, и доделила му централно место у овој прослави.

## Друштвене и политичке околности у доба раног хришћанства
Верници који су у трећем и четвртом веку наше ере ширили и проповедали нову веру, Исусово учење, чинили су то са изузетним ентузијајсзмо, често жртвујући и сопствени живота. Хришћанско учењекоје је прво почело је да се шири областима Мале Азије, Сирије, Египта и Грчке, пренето је и на простор Балканског полуострва, на коме настају прве хришћанске општине, засноване на несебичности, јединству, једнакости и љубави, као основним и непролазним вредностима нове вере.
Друштвене и политичке околности у којима се развијала нова религија биле су сурове. Римско царство је иза себе имало дугу историју декаденције и опијености влашћу. Након распећа Исуса Христа, за непуних педесет година (од 235. до 284. године) на власти се сменило тридесет седам царева и велики број узурпатора, по чему је ово раздобље остало запамћено као „време велике анархије”, или „раздобље војничких царева”. Само на кратко, „хаос“ је прекину Диоклецијан, да би након његовог повлачења са власти (305. године), Римско царство ступило у нови грађански рат и још жешће прогоне хришћана.
Прогон хришћана био је праћен одузимањем њихове имовине, уништавањем њихових насеља и делова Старог и Новог завета. Историчар Лактанције описује овај период у којима се на трагичан начин развијала нова религија следећим речима:
| „ | Када бих имао стотину уста и гвоздени језик, ни онда не бих могао набројати сва мучења која су хришћани подносили. | ” |

У таквим и тежим околностима, протекла су прва три века од Христовог распећа, додатно оптерећени пометњом у редовима верника које су настале због разлика у тумачењу хришћанског учења. У овим околностима на историјску сцену ступио је цар Флавије Валерије Аурелије Константин Август (лат. Flavius Valerius Aurelius Constantinus Augustus), познатији као Константин I Велики, који је владао Римским царством од 306. до 337. године.

## Значај Миланског едикта
Док су Константинови супарници своје наде у победу полагали верујући у „поганска” божанства – јупитера и Херкулеса – Константин је своја надања полагао у божанство својих војника, али и велике већине становништва Римскога Царства – у Бога Сунца. Но, за остварење „сна о апсолутноме владару” Константину је био потребан мир у целоме Царству. А хршћани су за његове владавине, упркос свим прогонима, посебно Диоклецијановим, толико демографски умножили и, да су чинили готово десетину становништва Царства. У том смислу требало је, имати и њихову потпун наклоност.
Без обзира не све Константинове немилосрдне безобзирности у обрачуну са својим противницима, многи у и изван Цркве – како Источне тако и Западне – једнодушни су у својим оценама да Цару Константину припада заслуга што је хршћанство стекло услове да постане државном, царском религијом и да се успостави чврста веза између хршћанства и империја. Рекло би се да без цара Константина не би било ни хршћанске Европе.
А све је почело поруком (лат. In hoc vince—„Под овим знаком побеђуј!“) коју је, по предању, послао бог хришћана, његов нови покровитељ – римски цар Константин Велики схватио је као поруку бога која ће му доносити победу у будућим биткама.
| „ | У старим религијама војна победа је углавном подразумевала војно освајање територије неког народа; многобошци су, наиме, победу веома ретко видели као замењивање одређеног скупа веровања неким другим таквим скупом. Са развојем монотеистичког универзализма у периоду позног римског царства значајно се изменило овакво гледиште, доносећи са собом извесну дозу нетолеранције. Зато су прогоњени, исправљање овоземаљске неправде понекад проналазили и у појединим есхатолошким учењима, као што се, на пример код Лактанција, разгневљени Бог свети суровим царевима-прогонитељима. Али, Константиново преобраћење 312. године дало је замаха рађању тежњи које су биле много веће од пуке наде у кажњавање злодела: Евсевије, наиме, идеалном владару приписује нову врсту победе, ону која ће једину истиниту веру проширити до крајњих граница Царства, па и изван њих. | ” |

Година 313. када је донет Милански едикт, слави се као један је од најважнијих датума у светској историји. Обелодањивањем овог акта, Константин Велики и његов савладар Валерије Лициније (чија се улога најчешће занемарује), усмерили су токове историје у новом правцу. У том процесу Константин је свакако најважнија историјска личност. Спроводећи реформе, које је започео још Диоклецијан, он је допринео да Римско царство изађе из кризе у коју је запало током 3. века. Константин је то успео; због подршке и отворених симпатија према хришћанству и њеној Цркви, као доминантној верској сили у оквиру Римског царства, због пребацивања престоница са Запада на Исток и због чињеници да је био војсковођа који није изгубио ни једну битку (како против варвара тако и у грађанским ратовима унутар Рима). „Наравно, требало је да прође неколико деценија после Константинове смрти и да тек око 380. године, под царем Теодосијем Великим, хришћанство постане и државна религија Римског царства“. Тим чином Константина и његових следбеника политичка и друштвена позиција Цркве у четвртом веку се радикално променила. Црква је постала службени орган Империје, уско повезан са царском администрацијом и политичком влашћу.
| „ | Константин је заслужан и што је хришћанство установио, не као свеукупно победничку силу, већ као једну, мада значајну, међу многим другим опцијама. Ово прилагођавање био је оштроуман чин, јер су њиме не само признате неизбежне и у основи непомирљиве разлике између кључних чланова популације у Царству, већ су и предузети први кораци да се оне измешају кроз стварање услова за мирољубиву коегзистенцију. | ” |

Ако имамо у виду да данас живимо у Свету у коме су веома често ратни сукоби последица непоштовања верске толеранције и уважавања других вера и религија, постаје много јасније колико је Милански едикт велика цивилизацијска тековина, и подухват испред свог времена са ванвременским значајем.

## Наис, град мученик са хришћанским идентитетом
Почев од римског цара Августа, па надаље усталио се обичај да сви императори по градовима завештају верске објекте. Константин у поштовању ове покровитељске традиције није представљао никакав изузетак, па су са његовим именом повезани бројни покровитељски храмови.
Мада се Константин исказао као активни покровитељ изградње цркава у градовима као што су Рим, Витлејем и Јерусалим, изградња цркава подразумевала је и њихову градњу у бројним другим утемељеним урбаним центрима Римског царства са јаким историјским идентитетом.
Ова чињеница значила је да подизање цркве није одговарало само потребама хришћанског култа, већ и специфичној историји самог места у коме је грађена и неопходности да се хришћански идентитет установи у оквирима претходно постојеће структуре. Грађевинским подухватима осмишљеним да обележе света места у хришћанској историји Константин је на тај начин поједине регионе претварао у светилишта.
Примећено је у многим студијама, да је, међу најзначајније урбане центре где се чувају реликвије мученика: Константинопољ, Антиохију, Солун и Рим, епископ Виктриције равноправно сврстао и Наис. На основу тога можемо претпоставити колико је он био славан са својим мученицима. По тим сазнањима Наис је по угледу на веће малоазијске центре у том периоду био град мученика (лат. Martyriopolis). У оваквим центрима, па и у Наису, на првом месту славили су се мученици који су пострадали у сопственом граду или његовој ближој околини.
Тако је временом Наис постао јако упориште хришћана, епископски центар, знаменити мартириополис и место ходочашћа бројних хришћана до чудотворних реликвија нишких мученика које су по предању лечиле невољне и болесне.
И у новијој историји хришћанства према казивању протојереј Светислав Петровић, старешине Саборног храма у Нишу, део моштију великомученика Артемија Антиохијског (300-362), војсковође Константина Великог и сведока када се императору указао Часни крст и Христов монограм на небу, данас почивају на часној трпези у Саборном храму у Нишу, грађеном у време Османске царства од 1856—1872. Према историјским изворима, мошти су пренете са Свете горе и у Нишу се чувају од давнина.

## Наис хришћански центар од четвртог века
Да је Наис као „Царски град“ у 4. веку, у време концила у Сердики, био значајан верски центар - (лат. Martyriopolis) и седиште епископије, са бројним реликвијама познатих мученика и јаком хришћанском заједницом, сведочи податак да је Свети Атанасије на повратку из Сердике, 344., извесно време задржао у Наису и ту прославио Ускрс. На основу тога се претпоставља да је у Наису у том периоду већ постојала катедрална црква.
| „ | Посредне податке о постојању црквених грађевина у Наису налазимо и у изворима из средине 5. века. Наиме, царско посланство на путу од Константинопоља према хунској престоници 448., после задржавања у Сердици, свратило је у Наис и том приликом наишло на опустошен и разрушен град. У рушевинама, које су они препозанали као остатке храмова (цркава), видели су неке људе. | ” |

Претпоставља се да су нпр цркве са некрополе у Јагодин Мали и баптистеријум на Медијани, могле бити саграђене управо са циљем да обележе света места и ојачају хришћански култ мученика у овом граду. Овакве реликвије имале су велики значај не само за град Наис већ и за целу епархију.
Тако је Наис од 4. веку, захваљујући Константину, и касније другим царевима пореклом са овог простора, постао култно и културно средиште, јако верско жариште и познато епископско седиште.
Место античког Наиса, о чему говоре значајна материјалнаи културна добра; царска палата на простору древне нишке тврђаве, летњиковац на Медијани и бројни хришћански верски објекти, у старој историји Србије, европске цивилизације, медитеранског и балканског света добро је познато. Сви истраживачи су се сложили да је Наис место са „славном прошлошћу” – административни, војни, верски, културни и привредни центар шире области. У њему, бројна археолошка налазишта са својим покретним и непокретним споменицима, чије стварање је започео Константин Велики, говоре да је он значајно средиште на историјској и културној карти Балкана, у свим раздобљима старе историје Наиса и касније Ниша.

Политичка и црквена историја Срба, након досељавања на Балканскополуострво, нераскидиво је везана за балканско поднебље и тековине прошлих времена које је оно баштинило, а које су обликоване вековном влашћу Римског царстваи дуготрајним присуством хришћанске вере. Паралелно са насељавањем започет је и процес христијанизације. Када говори о насељавању Срба, Порфирогенит наводи како 
„цар њих покрсти довевши свештенике из Рима и, научивши их да правилно врше дела побожности, изложи им хришћанско вероучење.
Процес христијанизације Срба почео је у 7. веку, а завршен је у Василијево време, а у њему су улогу имала оба велика хришћанска центра Рим и Цариград. Дакле, разрушена епископска седишта ипак нису утихнула хришћански дух. Напротив, Срби су упркос непостојању „активних“ епископских седишта били покрштени, а из доступних извора који о томе говоре не види се њихово одупирање том процесу.
До краја 9. века Балканско полуострво је од интегралног и једног од најзанчајнијих делова Римског царства постало у политичком погледу подељено између неколико држава, а у црквеном погледу граница између утицаја великих средишта Рима и Цариграда, која је некада делила полуострво простирући се источно од Софије сада је била померена, на штету Рима, даље на Запад, врло близу српским земљама које су започињале свој историјски развитак. Немањићи су први изборили самосталну националну државу и цркву у мултинационалној империји чије је народе уједињавала хришћанска вера. Отишли су и корак даље: па су хришћанске симболе као знакове достојанства царске породице претворили у националне симболе.
Доласком Османлија Ниш стагнира и губи значај у даљем развоју хришћанства, а многе цркве су претворене у џамије или порушене.
Након ослобођења Ниша од Османлија, према подацима из 1883. године у Нишком округу (који је обухватао варош Ниш, две варошице и 273 села) било је 40 цркава и 5 манастира, односно један храм на 2.500 становника.
Улога Цркве и хришћанства за очување националног идентитета током робовања од 500 година под Османлијама, за град Ниш била је немерљива. После ослобођења, она је добила више простора и времена за духовно деловање, уз незаобилазну национално-патриотску улогу, која траје и до данашњих дана.

## Манифестације у оквиру прославе
У Нишу, се у поводу овог великог догађаја, јануара месеца 2013 започеле прве манифестације и увелико теку и припреме за пролеће 2013, када ће се у њему одржати централна прослава обележавања 1.700 година од доношења једног од најзначајнијих докумената у историји хришћанства, Миланског едикта.
Посебне припреме за прославу у Нишу обављају се на једном од највећих и најзначајнијих археолошких налазишта на српским просторима, нишкој Медијани – пољопривредном имању и летњиковцу у коме је цар Константин повремено боравио на пропутовању кроз Ниш, која ће имати једно од централних места у овој прослави. Посета архолошком парку Медијани и медијанском баптистеријуму, као угледном архитектонском објекту ранохришћанског градитељства у овој области, за многе посетиоце ће значити и подсећање на прве Нишлије хришћане, којима умногоме дугујемо за оно што дана јесмо.
Након што су с јесени 2011, у оквиру припрема за ову прославу, почела нова ископавања и истраживања на Медијани, до јула 2012. истражено је преко хиљаду квадратних метара локалитета. Тада је откривена и просторија са очуваним мозаиком од 16 m², за коју се до сада није знало. Како кажу археолози, има индиција да се близу те налази још једна слична просторија с богатим мозаиком и другим садржајима, о чему ће се више сазнати када радови на ископавањима буду окончани.
Током лета 2013, уз стручњаке Археолошког института и Архитектонског факултета у Београду, на Медијани ће извесно време боравити и археолози из Рима, који ће вршити конзервацију фресака и другог археолошког блага старог Наиса.
Свети архијерејски сабор Српске православне цркве је 3. јуна 2013. објавио посланицу поводом јубилеја Миланског едикта.
У Нишу је 1913. прослављено 1600 година од Миланског едикта.

## Програм прославе „Милански едикт 313 — 2013, Србија“
„Милански едикт 313 – 2013, Србија“ је државни програм обележавања прославе јубилеја – 17 векова од доношења Миланског едикта. Влада Републике Србије и Организациони одбор којим копредседавају председник Републике Србије Томислав Николић и Његова светост патријарх српски господин Иринеј, „донели су одлуку да 2013. година буде година свехришћанске радости, која ће се у Србији обележити низом духовних и световних догађаја и манифестација“. Манифестације у оквиру државног програма прославе „Милански едикт 313 — 2013, Србија“ навдене су у доњој табели,
| Датум                        | Место                                                       | Опис догађаја |
| ---------------------------- | ----------------------------------------------------------- | --- |
| 17. јануар                   | Народно позориште Ниш                                       | Концерт духовне музике московског хора Сретењског манастира |
| 27. фебруар                  | Народно позориште Ниш                                       | Премијера представе „Константин:знамење анђела“ |
| мај                          | Универзитет у Нишу                                          | „Константину у походе: Наисус – царство мозаика“. Изложба мозаика студената Факултета уметности Универзитета у Нишу |
| 3. јун                       | Универзитета у Нишу                                         | Симпозијум „Ниш и Византија“ и изложба „Наисус и медијана“ |
|                              | Виминацијум археолошко налазиште у близини Старог Костолца, | Изложба „ Константин и његово доба“ |
|                              | Виминацијум археолошко налазиште у близини Старог Костолца, | Опера „ Аида“ |
| 3. јун                       | Летња позорница у нишкој тврђави                            | Концерт неокласичне музике, музичко сценски спектакл – „Константинус Магнус”, у извођењу симфонијског оркестра, хора и Балета Народног позоришта из Београда, оперске диве Сузане Шуваковић Савић и ансамбла „Балканика”. |
| 15. јун                      | Летња позорница у нишкој тврђави                            | Концерт класичне музике, Девета Бетовенова симфонија, у извођењу Оркестра Факултета уметности у Нишу, Нишког симфонијског оркестра, Хора Факултета уметности у Нишу, Академског хора Студентског културног центра у Нишу, Женског хора СКЦ у Нишу, Академског хора „Обилић“ из Београда и Нишког камерног хора и солиста.                                    |
| 28. јун                      | Летња позорница у нишкој тврђави                            | Опера „Трубадур“ у извођењу ансамбла Народног позоришта из Београда |
| 14. септембар                | Летња позорница у нишкој тврђави                            | Премијерно извођење музичког дела „Музика Константиновог града“. Модерну музику филмског карактера инспирисану царским Константинопољем извешће Слободан Тркуља и музички ансамбл „Балканополис“. |
| 16. до 28 октобар            | Српска академија наука и уметности Београд                  | Циклус предавања САНУ, „О Миланском едикту“ |
| 19. септембар до 31. октобар | Галерија „Филип Морис“ у Нишу                               | Изложба, „Константин Велики и Милански едикт 313. Рађање хришћанства у римским провинцијама на тлу Србије“. |
| 20. и 21. септембар          | Градски стадион „Чаир“ у Нишу                               | Свечана миса. Свечану мису у Нишу служио је Милански надбискуп Анђело Скола, заједно са кардиналима, надбискупима, бискупима и свештеницима из региона.„Српаска православна црква Римокатоличка Црква прославила у Нишу 1700-годишњицу јубилеја Миланског едикта”. Архивирано из оригинала 22. 09. 2013. г. Приступљено 22. 09. 2013. Приступљено 21.9.2013. |
| октобар                      | Нишки симфонијски оркестар                                  | Концерт неокласичне музике „Ореол Св. Цара Константина“ |
| 6. октобар                   | црква Светог цара Константина и царице Јелене               | Свечана литургија коју су служили Васељенски патријарх Вартоломеј I, Патријарх јерусалимски Теофил III, Патријарх московски Кирил, Патријарх српски Иринеј, архиепископ кипарски Хризостом, Архиепископ атински Јероним II, Архиепископ тирански Анастасије, митрополит варшавски Сава и више епископа.                                                      |
| 8. октобар                   | Великој сцени Народног позоришта у Београду                 | Премијера опере „IN HOC SIGNO“ („Под овим знаком“). Завршна манифестација у оквиру државног програма обележавања 17 векова од доношења Миланског едикта. |

## Остале манифестације и успомене
У Нишу ће као успомена на овај јубилеј остати;
- Седамнаест новоизграђених чесама, као симболика и знак сећања на протеклих 17 векова од доношења Миланског едикта. Чесме ће бити постављене на територији целог града. Поред градске власти и цркве у њихову изградњу укључили су се и уметници, артхитекте, знамените личности, бројне компаније па чак и студенти.[35]
- „Константинов град - Старохришћански Ниш“, двојезична монографија у пуном колору др Мише Ракоција, са одговорима о значају Ниша за свеколики хришћански свет. Књига ће остати као трајно писано сведочанство о години обележавања 17 векова Миланског едикта.[36]
- Споменик „Константин Велики“ поклон који је град добио од Ватикана и Папе Фрање у години обележавања овог великог јубилеја. Споменик је подигнут у име толеранције и екуменског разумевања свих католика и православаца. Споменик има форму скулптуре високе пет метара. Налази се у парку непосредно уз леву обалу Нишаве, на кеју, преко пута градске куће. Постављањем овог споменика званично је завршило обележавање и прослава овог јубилеја. Сам споменик представља птицу која се сећа настанка света и која уједно симболише Христово распеће, док централним делом доминира глава цара Константина приказана кроз различита раздобља његовог живота.[37]
- „Царев едикт“, слика прославе седамнаест векова од доношења Миланског едикта коју је овим поводом насликао млади нишки сликар Илија Фонламов Францисковић, по узору, на званичну слику прославе „1600 година од доношења едикта 1913“ Стевана Никшића Лале. Слика је, у години обележавања била изложена у Нишком културном центру.

## Супротстављени ставови о прослави
Нема ништа спорно да је Милански едикт на неки начин требало обележити, али ако се има у виду да је Ватикан то урадио једним пригодним скупом и научним радом, део српске јавности је незадовољан односом уложеног новца и непостигнутим, а очекиваним резултатима. У свом ауторском тексту, добар познавалац, и један од учесника дела музејских поставки прославе, нишки историчар и књижевник Небојша Озимић, чије је дело „Милански едикт“ доживело треће издање, разочаран резултатима прославе у свом ауторском тексту наводи;
| „ | Сви ми који смо се деценијама петљали око Константина са искреном надом да ће 2013. бити година када ће Нишлије моћи да инкасирају добар новац због чињенице да је Војсковођа, цар и светац рођен у њему, не можемо а да се некако не осетимо поражено на крају ове Едиктовске године.... Испоставило се да су људи 1913. године били бољи - оставили су леп споменик направљен од новца виђених људи града Ниша и епископа нишког Доситеја. После ове 2013. имаћемо 17 чесама а споменик Константину, чије решење је изабрано на конкурсу далеке 2004, биће постављен на Виминацијуму. | ” |

И поред уложеног напора Владе Србије, руководства Града Ниша и српске цркве, поставља се питање, зашто одвојене хришћанске цркве, православна и католичка, ни после 1.700 година слободног исповедања хришћанске вере нису уложиле бар најскромнији екуменски напор да јединствено обележе јубилеј 1.700 година од доношења Миланског едикта, иако је то најављивано. Тиме су значајно умањени резултати прославе, а шира презентација Србије у свету је изостала, као и очекивана велика посета верника и туриста (нпр очекиване посета око 20.000 верника на нишком стадиону, свела се на свега око 3.000).